# Politiske partier i Israel
Dette er en liste over politiske partier i Israel.
Israel har et flerpartisystem.
| Navn                                                                            | Navn på Dansk           | Partiformand       | Partiformand | Politiske position              | Ideologi                                                                 | Knesset  |
| ------------------------------------------------------------------------------- | ----------------------- | ------------------ | ------------ | ------------------------------- | ------------------------------------------------------------------------ | -------- |
| Likud הַלִּיכּוּד                                                                    | Samlingen               | Benjamin Netanyahu |              | Centrum-højre til højrefløj     | Nationalliberalisme, Konservatisme, Zionisme                             | 30 / 120 |
| Yesh Atid יֵשׁ עָתִיד                                                               | Det Er En Fremtid       | Yair Lapid         |              | Centrum                         | Liberalisme, To-stats-løsning, Sekularisme                               | 17 / 120 |
| Shas ש״ס                                                                        | Sefardiske Vogtere      | Aryeh Deri         |              | Højrefløj                       | Zionisme, Religiøs konservatisme, Harediske interesser                   | 9 / 120  |
| Kaḥol Lavan כָּחוֹל לָבָן                                                            | Blå og Hvid             | Benny Gantz        |              | Centrum                         | Socialliberalisme, Anti-Netanyahu                                        | 8 / 120  |
| Yamina ימינה                                                                    | Mod Højre               | Naftali Bennett    |              | Højrefløj                       | Zionisme, Nationalkonservatisme, Økonomisk liberalisme                   | 7 / 120  |
| HaAvoda העבודה                                                                  | Arbejderpartiet         | Merav Michaeli     |              | Centrum-venstre                 | Socialdemokratisme, To-stats-løsning                                     | 7 / 120  |
| Yahadut HaTora יהדות התורה                                                      | Samlet Tora Jødedommen  | Moshe Gafni        |              | Højrefløj                       | Ashkenaziske interesser, Harediske interesser, Religiøs konservatisme    | 7 / 120  |
| Yisrael Beiteinu יִשְׂרָאֵל בֵּיתֵנוּ                                                    | Israel Er Vores Hjem    | Avigdor Lieberman  |              | Centrum-højre til højrefløj     | Nationalisme, Sekularisme, Russisk-talenede jøders interesser            | 7 / 120  |
| HaTzionut HaDatit הציונות הדתית                                                 | Religiøse Zionist Parti | Bezalel Smotrich   |              | Højrefløj                       | Zionisme, Religiøs konservatisme, Nationalisme,                          | 6 / 120  |
| al-Qa'imah al-Mushtarakah القائمة المشتركة HaReshima HaMeshutefet הָרְשִׁימָה הַמְּשֻׁתֶּפֶת | Fælles Liste            | Ayman Odeh         |              | Catch-all parti                 | Israelske araberes interesser, Sekularisme, To-stats-løsning             | 6 / 120  |
| Tikva Hadasha תקווה חדשה                                                        | Nyt Håb                 | Gideon Sa'ar       |              | Centrum-højre til højrefløj     | Nationalliberalisme, Zionisme                                            | 6 / 120  |
| Meretz מֶרֶצ                                                                      | Kraft                   | Nitzan Horowitz    |              | Centrum-venstre til venstrefløj | Socialdemokratisme, Sekularisme, To-stats-løsning, Feminisme             | 6 / 120  |
| al-Qā'ima al-'Arabiyya al-Muwaḥḥada القائمة العربية الموحدة Ra'am ע"מ           | Fælles Arabiske Liste   | Mansour Abbas      |              | Catch-all parti                 | Israelske araberes interesser, Islamisme, To-stats-løsning, Antizionisme | 4 / 120  |